# Diego León Blanco
Diego Basilio León Blanco (Yguazú, Paraguay; 3 de abril de 2007) es un futbolista paraguayo. Juega de lateral izquierdo en el Manchester United F. C. de la Premier League.

## Trayectoria

### Inicios
Su madre comenta que desde los 5 años de edad, León soñaba con jugar en Cerro Porteño y fue fichado por dicho club para la categoría sub-14.

### Cerro Porteño
Se integró a las inferiores de Cerro Porteño donde rápidamente demostró su potencial. Previo a su debut profesional, fue distinguido como el mejor futbolista de la Copa de Primera del mes de julio de 2024 por la Asociación Paraguaya de Fútbol.Su debut profesional llegó el 1 de agosto de 2024, a los 17 años, bajo la dirección del entrenador español Manolo Jiménez. En su primer partido, León anotó el gol de la victoria en un encuentro que terminó 1-0 contra Sportivo Ameliano, correspondiente a la primera fecha del Torneo Clausura 2024 de la Primera División de Paraguay.
A medida que León se consolidaba en la primera división, su talento y habilidades llamaron la atención de expertos y aficionados, quienes lo calificaron como una de las jóvenes promesas más destacadas del fútbol paraguayo. Su progresión no pasó desapercibida en el escenario internacional, y hacia finales de 2024, varios clubes europeos, como el Manchester City, Manchester United y el Arsenal FC, comenzaron a mostrar interés en su contratación.
En 2024, Diego León formó parte del equipo de Cerro Porteño que compitió en el Torneo Apertura, donde obtuvieron el subcampeonato. Posteriormente, en el Torneo Clausura, el equipo finalizó en la sexta posición con un total de 29 puntos.

### Manchester United
A finales de diciembre de 2024, cerró acuerdo con el Manchester United de la Premier League de Inglaterra por una cifra cercana a los €4 millones más objetivos, convirtiéndolo en el primer jugador paraguayo, en la era Premier League, en fichar para los Red Devils, y el segundo futbolista paraguayo en toda la historia, tras Ramón Hicks. Según los detalles del contrato y los medios de prensa, León deberá unirse al club inglés en julio de 2025 cuando cumpla la mayoría de edad y se abra el mercado de pases. León inició su viaje el 11 de enero de 2025 rumbo a la ciudad de Manchester para firmar el acuerdo preliminar.

## Distinciones individuales
| Distinción                                                           | Año  |
| -------------------------------------------------------------------- | ---- |
| Jugador del mes de la Primera División de Paraguay (julio) según APF | 2024 |
| Incluido en el top 10 de jóvenes revelaciones del año según CIES     | 2024 |
| Mejor futbolista sub-18 del mundo (4.º) según CIES                   | 2024 |

## Vida privada
Nacido en Yguazú, Departamento de Alto Paraná, el 3 de abril de 2007, Diego León creció en un entorno con limitaciones económicas. Es hijo de Basilicio León Domínguez y Brígida Blanco Noguera. La mayor parte de su infancia, la desarrolló en Takuaro, distrito de Juan E. O'Leary, Departamento de Alto Paraná, lugar en el que sus padres siguen residiendo. Su madre recuerda que muchas veces no tenían dinero para comprarle una pelota, pero él siempre encontraba la manera de jugar al fútbol.